# Tachuda punctum
Tachuda punctum är en fjärilsart som beskrevs av Forbes 1939. Tachuda punctum ingår i släktet Tachuda och familjen tandspinnare. Inga underarter finns listade i Catalogue of Life.